# Ōhasama

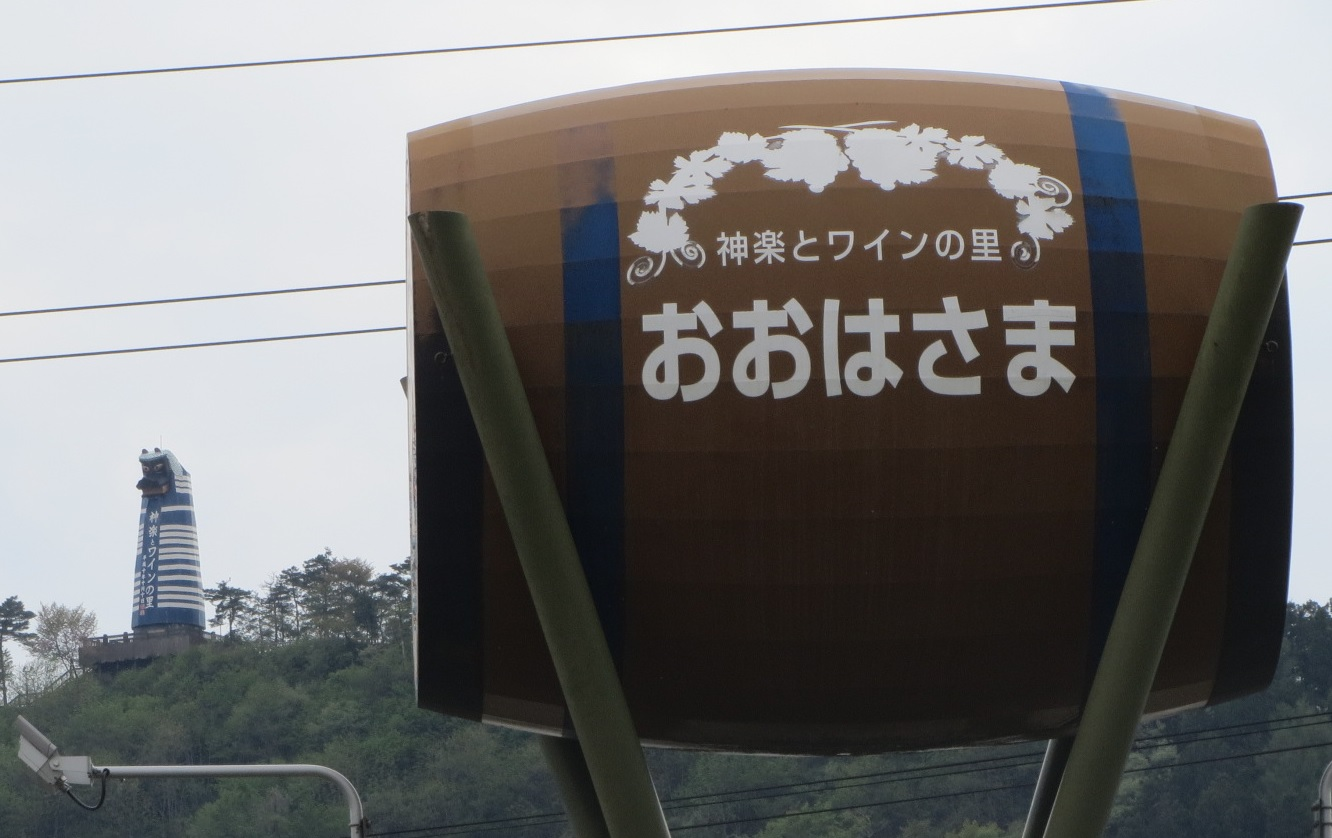
Kagura- und Weindorf-Denkmal in der Stadt Osako.

Ōhasama (jap. 大迫町, -machi) war eine Stadt im Zentrum der Präfektur Iwate im nördlichen Teil der japanischen Hauptinsel Honshū.

## Geografie
Sie befand sich etwa 30 km südöstlich von Morioka, der Hauptstadt der Präfektur. Ōhasama war in 4 Bezirke unterteilt: dem eigentlichen Ōhasama (大迫) im Zentrum, Kamegamori (亀々森) im Westen, Uchikawame (内川目) im Norden und Sotokawame (外川目) im Osten.

## Geschichte
Am 1. Januar 2006 wurde die Stadt Ōhasama in die Stadt Hanamaki integriert und existiert somit nicht mehr als eigenständige Verwaltungseinheit.

## Sehenswürdigkeiten
Ōhasama ist Heimat des Maskentanzes Hayachine Kagura (早池峰神楽) der 2009 von der UNESCO in die Repräsentative Liste des immateriellen Kulturerbes der Menschheit aufgenommen wurde.

## Städtepartnerschaft
Ōhasama ist seit 1965 die Schwesterstadt der niederösterreichischen Stadt Berndorf. Der Schüleraustausch zwischen dem Bundesgymnasium und Bundesrealgymnasium Berndorf und Ōhasama findet trotz der Eingemeindung weiterhin statt.